# Mesochorus tenuigenae
Mesochorus tenuigenae är en stekelart som beskrevs av Schwenke 1999. Mesochorus tenuigenae ingår i släktet Mesochorus och familjen brokparasitsteklar. Inga underarter finns listade i Catalogue of Life.